# Dunagoil

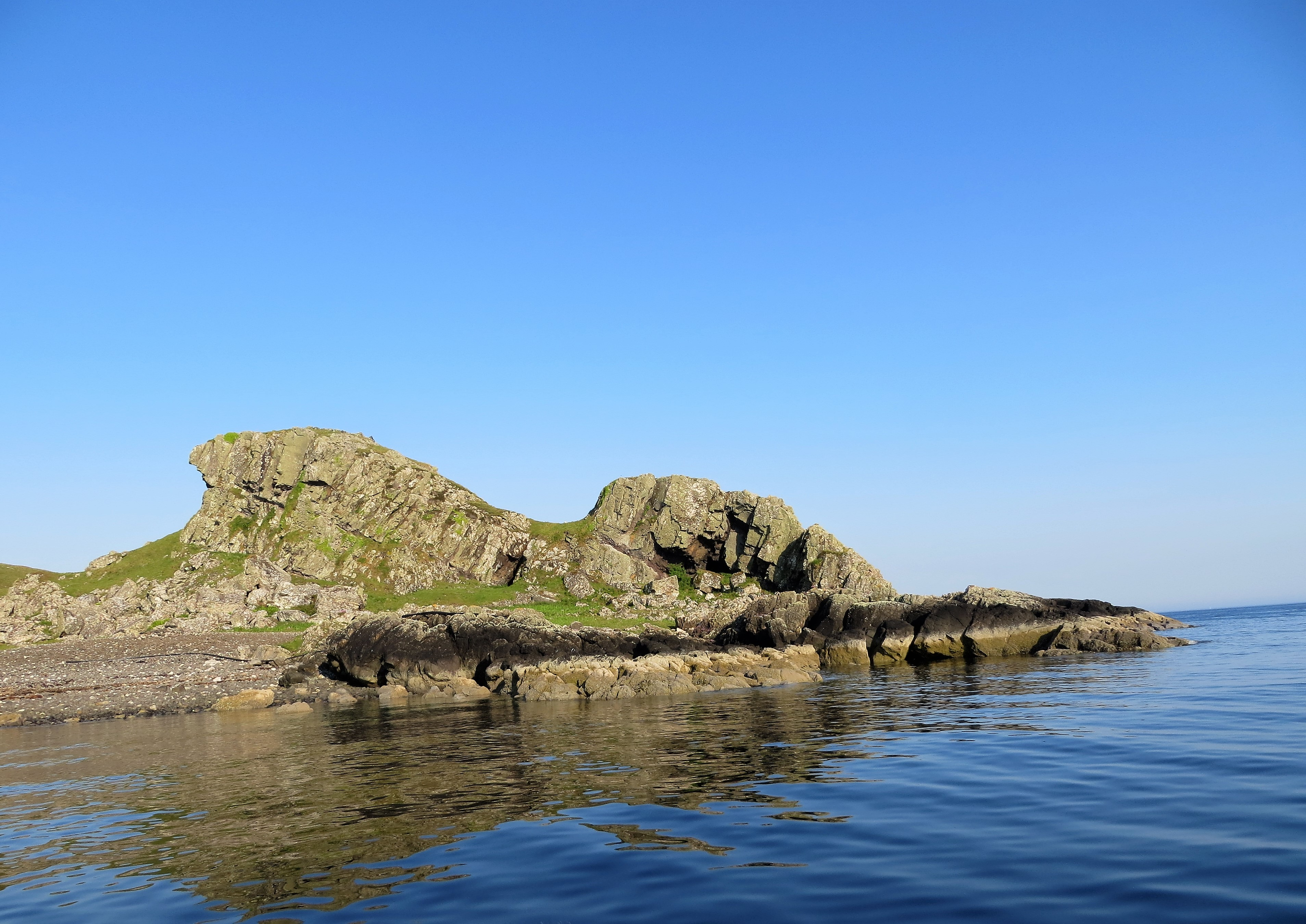
Blick vom Meer

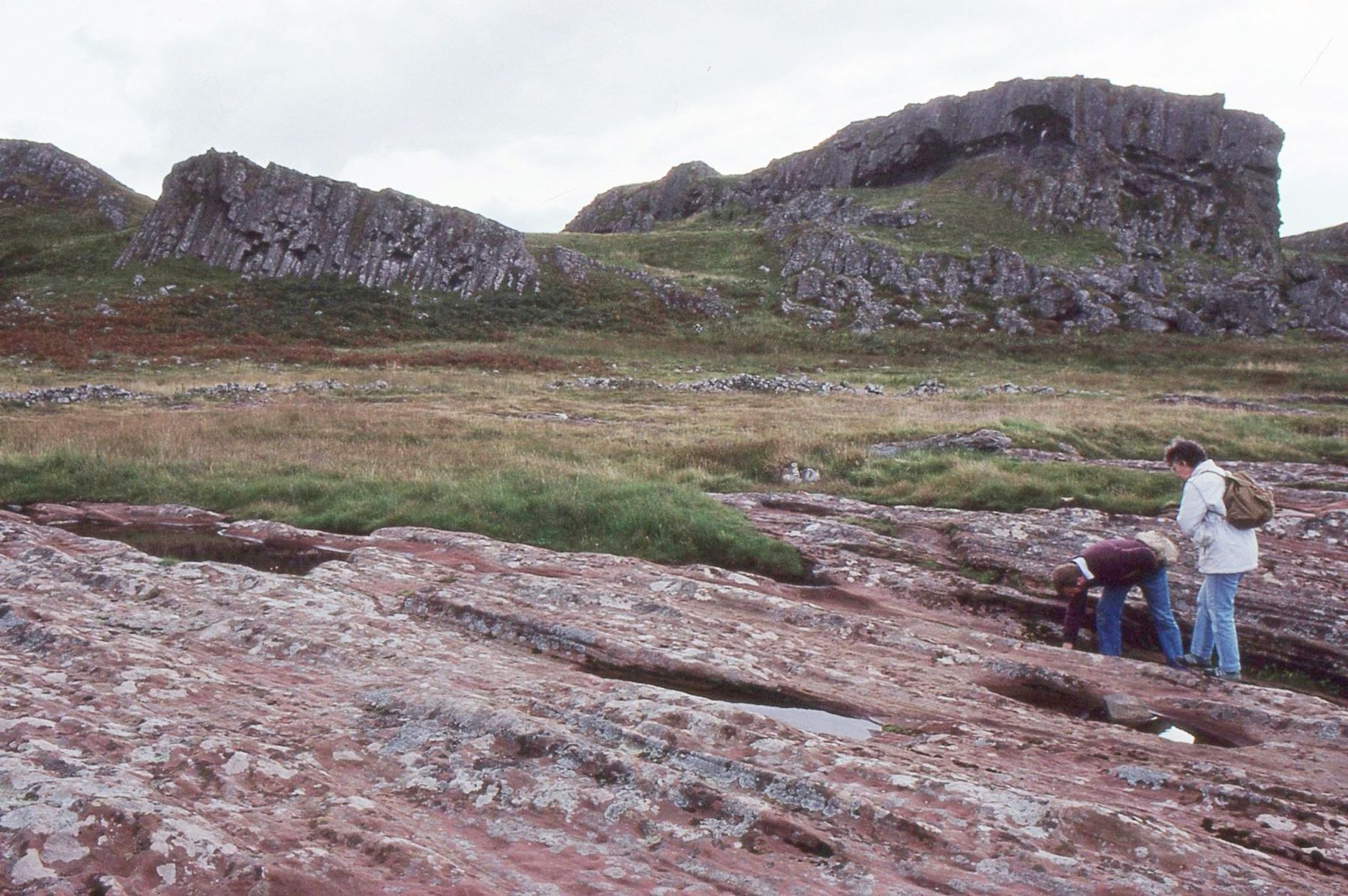
Standort des Forts

Den Namen Dunagoil (eigentlich Dun Agoil) tragen zwei eisenzeitliche Wallburgen (englisch hillforts) an der Südspitze der Isle of Bute, 1000 m westlich der St Blane’s Chapel, in der schottischen Council Area Argyll and Bute. Die Anlage ist als Scheduled Monument denkmalgeschützt.

## Beschreibung
Das kleine und das nach einem vernichtenden Feuer wieder benutzte große Fort nehmen die gesamte Landspitze ein. Ihre maßgebliche Nutzungsphase lag zwischen 200 v. Chr. und 100 n. Chr.
Das große Fort liegt schwer zugänglich auf dem höchsten Punkt des Vorgebirges. Innerhalb seiner Umwallung aus Steinen und Holzbalken liegt ein Komplex von 23 m × 90 m. Der Haupteingang scheint im Südwesten gelegen zu haben. Zwischen 1913 und 1915 erfolgte Ausgrabungen erbrachten Funde aus der späten Bronzezeit und frühen Eisenzeit. Die Funde bestehen aus Äxten, Schmuck sowie zerscherbter Tonware und weisen durch Werkzeuge und Formen auf eisenzeitliche Metallverarbeitung hin.
Das kleine Fort wurde im Mittelalter erneut genutzt, wovon die Überbleibsel mehrerer Langhäuser zeugen. Die dort gemachten Funde befinden sich im Bute Museum in Rothesay.
Im Sattel zwischen dem kleinen und dem großen Fort liegt eine große Steinkiste unbekannten Datums, die ursprünglich von einem Steinhügel bedeckt war. Während es relativ einfache jungsteinzeitliche Kisten gibt, stammen die großen zumeist aus der Bronzezeit.